# Charles Oakley
Charles Oakley   (Cleveland, 18 de desembre de 1963) és un exjugador de bàsquet estatunidenc que va competir durant 19 temporades en l'NBA fins a la seva retirada el 2004. Fa 2,08 metres i jugava d'aler pivot.

## Trajectòria esportiva

### Universitat
Va assistir durant quatre anys a la Universitat de Virgínia Union, de la segona divisió de l'NCAA, on va aconseguir fer una mitjana de 20,3 punts i 14 rebots per partit.

### Professional
Va ser triat en la novena posició del Draft de l'NBA de 1985 pels Cleveland Cavaliers, que immediatament van vendre els seus drets a Chicago Bulls. Allí va jugar durant 3 temporades, en les dues últimes va obtenir una mitjana de més de 13 rebots per partit i així va romandre en ambdues en segon lloc del rànquing de rebotadors de l'NBA. Després de triar a Horace Grant en el draft de 1988, va ser traspassat a New York Knicks a canvi del pivot Bill Cartwright. Allí va ser el complement ideal de Patrick Ewing. Va destacar pel seu potencial físic sota el tauler i la seva excel·lent defensa, que li va fer aparèixer el 1994 en el millor quintet de la lliga en aquesta especialitat.
Va romandre deu temporades a Nova York, fins que el 1998 fos traspassat a Toronto Raptors a canvi de Marcus Camby. En els Raptors va aportar l'experiència que era menester en un equip amb dos grans joves valors com Vince Carter o Tracy McGrady. Ja amb 38 anys va tornar als Chicago Bulls, i la seva carrera es va estendre un parell d'anys més, recalant a Washington Wizards i Houston Rockets.
En els dinou anys com a professional va fer una mitjana de 9,7 punts i 9,5 rebots.

#### Equips
- Chicago Bulls (1985-1988)
- New York Knicks (1988-1998)
- Toronto Raptors (1998-2001)
- Chicago Bulls (2001-2002)
- Washington Wizards (2002-2003)
- Houston Rockets (2003-2004)

## Assoliments personals
- Triat en el millor quintet de rookies de l'NBA el 1986.
- Triat en el millor quintet defensiu el 1994 i en el segon millor el 1998.
- All Star el 1994.
- Màxim rebotador de l'NBA el 1987 i 1988.